# Marie-François Dandenac
Marie-François Dandenac est un homme politique français né le 11 janvier 1750 à Saumur (Maine-et-Loire) et décédé le 18 août 1830 à Angers (Maine-et-Loire).
Avocat à Saumur, il est vice-président du district en 1790 et est élu député de Maine-et-Loire à la Convention. Siégeant d'abord avec la Montagne, il s'en sépare au moment du procès de Louis XVI, votant pour la réclusion. Il passe au Conseil des Anciens le 21 vendémiaire an IV et quitte l'assemblée en 1797. Administrateur du département en l'an VI, puis commissaire du gouvernement près le tribunal d'Angers en 1800, il est nommé procureur général à Angers en 1811. Confirmé en 1814, il quitte son poste en 1818. Il est fait chevalier d'Empire en 1809. Il est le frère de Jacques Dandenac.

## Sources
- « Marie-François Dandenac », dans Adolphe Robert et Gaston Cougny, Dictionnaire des parlementaires français, Edgar Bourloton, 1889-1891 [détail de l’édition]